# Moonlight (chanson de XXXTentacion)
Pour les articles homonymes, voir Moonlight.
Singles de XXXTentacion
changes
(2018) Falling Down
(2018)
Moonlight est un single écrit et interprété par le rappeur américain XXXTentacion tirée de son deuxième album studio ?. Produit par John Cunningham, le single est initialement sorti comme troisième morceau de l'album, le 16 mars 2018, avant d'être envoyé à titre posthume à la radio rythmique comme troisième single de l'album le 14 août 2018.
La chanson connaît un succès dans les classements musicaux, en se classant par exemple à la 13e place sur le Billboard Hot 100, ainsi qu’en obtenant une certification platine après sa mort.